# Гильда (фильм)
«Ги́льда» (англ. Gilda) — фильм-нуар, снятый в жанре любовной мелодрамы в США в 1946 году режиссёром Чарльзом Видором. Один из нашумевших кинофильмов «золотой эпохи Голливуда», в котором Рита Хейворт, знаменитая кинозвезда 1940-х годов, исполнила свою коронную роль.
В 2013 году фильм вошёл в Национальный реестр фильмов Соединённых Штатов Америки.

## Сюжет
Джонни Фаррелл, американец, мелкий картежный шулер, недавно прибывший в Буэнос-Айрес, выигрывает большие деньги при игре в крэпс, жульничая, как обычно. На улице его пытаются ограбить. От грабителя его спасает совершенно незнакомый ему человек, некто Балин Мандсон. Мандсон рассказывает Фарреллу о классном нелегальном казино, где он мог бы играть, но предостерегает от того, чтобы тот мошенничал там. Появившись в казино, Фаррелл игнорирует данный ему совет, жульничает при игре в блек-джек, и двое подручных отводят его к владельцу казино, которым оказывается тот самый его спаситель, Мандсон. Мандсон предлагает Фарреллу работать на него, и вскоре тот становится менеджером казино.
Мандсон уезжает по делам, а вернувшись, представляет Фарреллу свою новую жену Гильду, на которой он женился после краткого знакомства. Джонни и Гильда, в прошлом муж и жена, сразу узнают друг друга, однако, когда Мандсон спрашивает, знакомы ли они, оба отвечают отрицательно. Мандсон поручает Фарреллу присматривать за Гильдой. Джонни и Гильда демонстрируют взаимную антипатию друг к другу — антипатию, за которой предположительно прячется не до конца угаснувшая любовь. Гильда ведет себя с мужчинами легкомысленно — с явной целью досадить Джонни, в ответ на это он становится все более язвительным и нетерпимым с ней.
Мандсона навещают двое немецких агентов-представителей. Их организация финансирует вольфрамовый картель, который, с целью сокрытия связи картеля с немцами, документально оформлен на Мандсона. Его управляющие решили, что теперь, когда Вторая мировая война закончилась, они могут взять картель целиком под свое управление. Однако Мандсон отказывается передать им свои права на собственность. Аргентинская полиция с подозрением относится к немцам и поручает агенту Обрегону получить нужные сведения о них от первого помощника Мандсона, Фаррелла. Однако тот ничего не знает об этом аспекте деятельности своего патрона. Немцы-представители возвращаются в казино во время ежегодного карнавала и пытаются запугать Мандсона, чтобы вырвать его согласие. В результате этого начинается стрельба, и Мандсон убивает одного из них.
Фаррелл спешит отвезти Гильду в безопасное место, в дом Мандсона, где у них происходит очередная ссора. Их взаимные упреки и заверения в вечной ненависти завершаются страстным поцелуем. Они слышат, как хлопнула входная дверь, и понимают, что Мандсон подслушивал и теперь все о них знает. Фаррелл, испытывающий чувство вины, следует за боссом к поджидающему его частному самолёту. Самолёт поднимается в воздух, однако затем внезапно взрывается и падает в океан; видевший все это Фаррелл решает, что Мандсон покончил с собой.
Гильда наследует имущество погибшего мужа. Она вступает в брак с Фарреллом, но тут же выясняется, что Джонни женился на ней только затем, чтобы мучить и мстить ей за её предательство с Мандсоном. Он полностью её игнорирует, но, чтобы заставить Гильду страдать, посылает своих людей следить за ней днем и ночью. Гильда ещё раз пытается вырваться из мучительного брака, однако Фаррелл, теперь богатый и могущественный, препятствует этому.
Обрегон прикрывает нелегальное казино. При случае он говорит Фарреллу, что Гильда никогда не была настолько легкомысленной, чтобы изменять мужу — ни Мандсону, ни ему, — тем самым побуждая Фаррелла помириться с ней. Позже появляется живой Мандсон, который заявляет, что самоубийство было подстроено им из ревности. Он вытаскивает револьвер и пытается убить Гильду и Фаррелла, но его опережает бармен Дядя Пио, смертельно ранив его в перестрелке. Когда прибывает полиция, Джонни пытается взять вину за убийство на себя, однако Обрегон отказывается его арестовывать, объясняя это тем, что Мандсон юридически уже давно считается мертвым. Фаррелл передает Обрегону компрометирующие документы из сейфа Мандсона, после чего Фаррелл и Гильда мирятся.

## В ролях

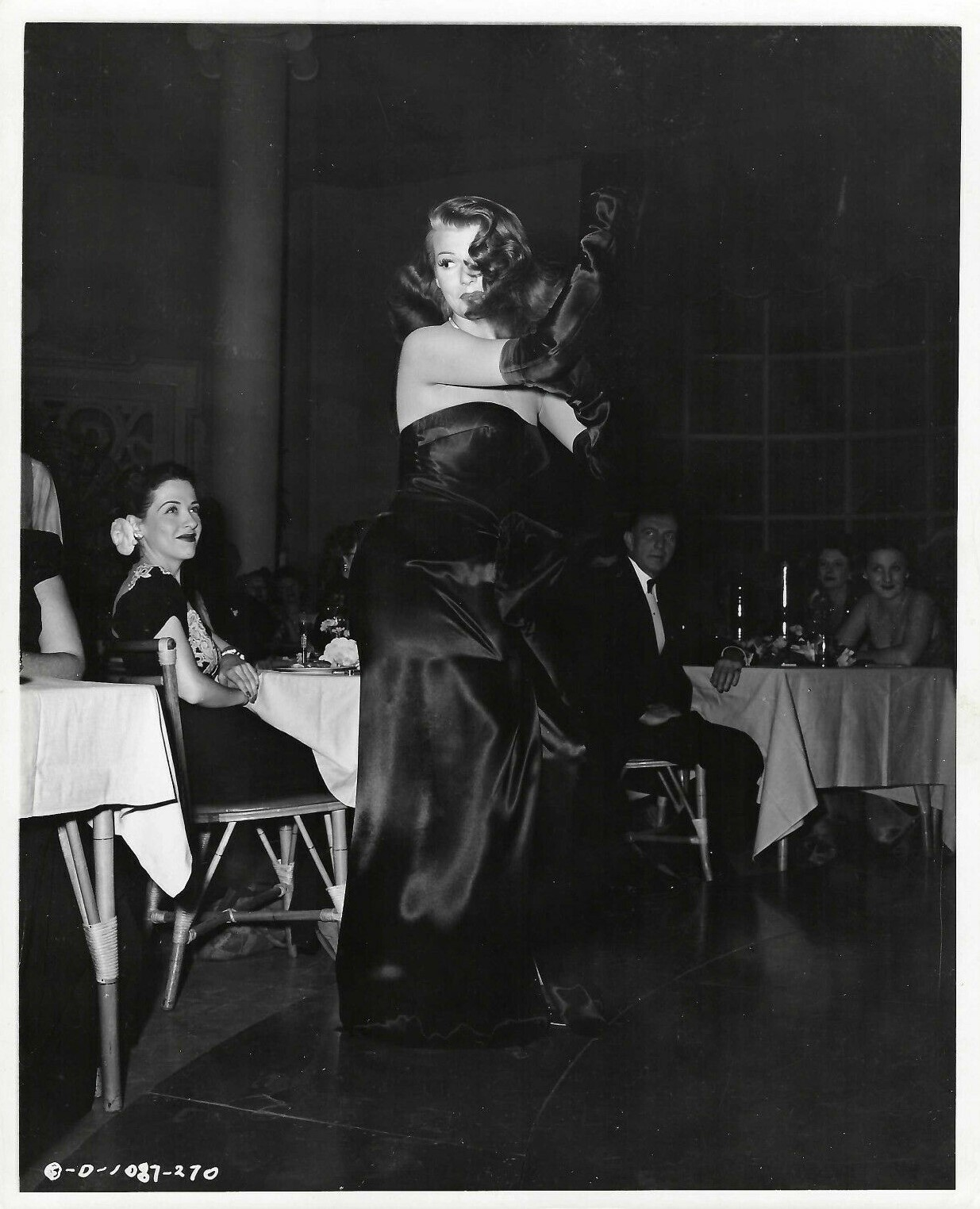
Рита Хейворт в роли Гильды

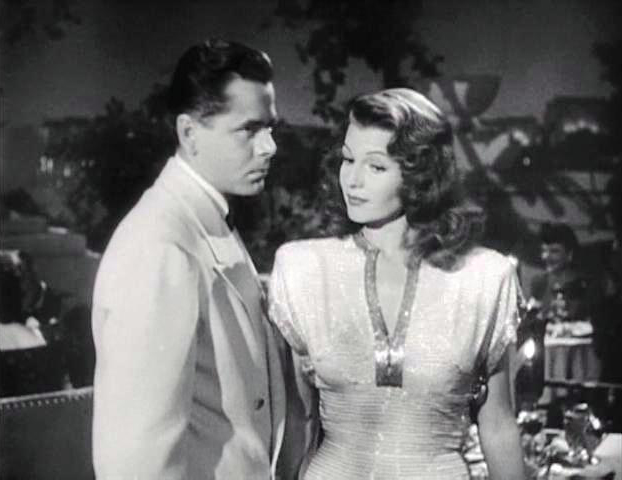
Сцена из фильма: Джонни Фаррелл и Гильда

- Рита Хейворт — Гильда Мандсон, позже Гильда Фаррелл
- Гленн Форд — Джонни Фаррелл, доверенное лицо Мандсона и его приятель
- Джордж Макреди — Балин Мандсон, владелец казино
- Джозеф Каллея — агент тайной полиции Морис Обрегон
- Стивен Герей — дядя Пио, служащий-портье при казино
- Джо Сойер — Кэйси, подручный Балина Мандсона
- Джордж Дж. Льюис — Уэрта, подручный Балина Мандсона
- Джеральд Мор — капитан Дельгадо
- Марк Робертс — Гейб Эванс
- Дон Дуглас — Томас Лэнгфорд
- Людвиг Донат — немец
- Лайонел Ройс — немец
- Сол Мартелл — маленький человек
- Роза Рей — Мария
- Эдуардо Чианнелли — член картеля (в титрах не указан)
- Филип Ван Зандт — член картеля (в титрах не указан)

## Художественные особенности
- Фильм примечателен виртуозной работой кинокамеры — оператор Рудольф Мате, а также нарядами для Риты Хейворт (особенно для танцевальных номеров) — костюмер Жан Луи, и хореографией этих танцевальных номеров — постановщик Джек Коул.
- Рита Хейворт выступила здесь в паре со звёздным актёром Гленном Фордом. Дуэт оказался настолько удачным, что впоследствии они образовали популярную экранную пару, снявшись совместно в нескольких фильмах.
- Песни, звучащие в «Гильде» — танго «Amado Mio» и «Put the Blame on Mame» — которые поёт и под которые танцует на эстраде ресторана героиня Риты Хейворт, являются, по существу, эмоциональной кульминацией фильма. Во время второй из них она исполняет стриптиз, снимая с руки перчатку (!). Хейворт здесь настолько органична и сексуально привлекательна, что эти сцены обеспечили ей славу национального секс-идола.
- Песня «Put the Blame on Mame» в инструментальном исполнении также звучала в фильме «Сильная жара» (1953) в котором также играл главную роль Гленн Форд.
- Голос в песнях принадлежит не Рите Хейворт, а певице Аните Эллис[англ.].
- Фильм чёрно-белый, относится к жанру нуар.

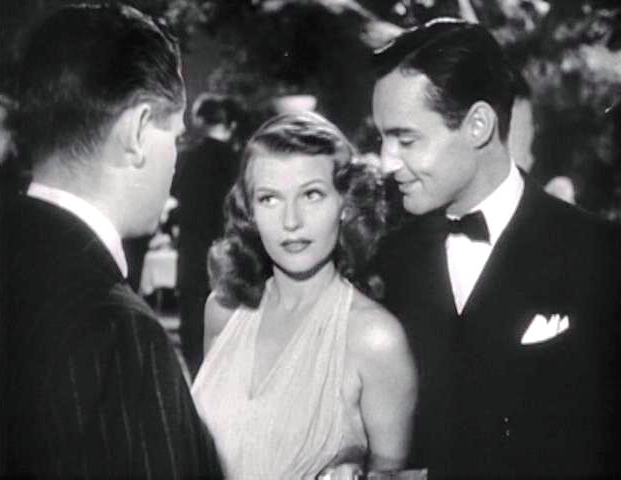
Сцена из фильма «Гильда»

## Восприятие
Сцена из фильма «Гильда», где героиня Хейворт снимает перчатку, показалась непристойной цензуре при испанском диктаторе Франко, и фильм, премьера которого в Испании состоялась в 1946 году, запретили к просмотру.
Этот факт возбудил ещё больший интерес к фильму — настолько, что появился миф о том, что на самом деле Гильда «раздевается целиком, просто цензура это вырезала».